# Kanurennsport-Weltmeisterschaften 1999
Die 30. Kanurennsport-Weltmeisterschaften fanden 1999 in Mailand (Italien) statt.
Es wurden Medaillen in 26 Disziplinen des Kanurennsports vergeben: neun Canadier und neun Kajak-Wettbewerbe der Männer sowie acht Kajak-Wettbewerbe der Frauen.

## Ergebnisse

### Männer

#### Canadier
| Event      | Gold                                                                             | Zeit | Silber                                                               | Zeit | Bronze                                                                    | Zeit |
| ---------- | -------------------------------------------------------------------------------- | ---- | -------------------------------------------------------------------- | ---- | ------------------------------------------------------------------------- | ---- |
| C-1 200 m  | Russland Maxim Opalew                                                            |      | Tschechien Martin Doktor                                             |      | Slowakei Slavomír Kňazovický                                              |      |
| C-1 500 m  | Russland Maxim Opalew                                                            |      | Tschechien Martin Doktor                                             |      | Deutschland Andreas Dittmer                                               |      |
| C-1 1000 m | Russland Maxim Opalew                                                            |      | Deutschland Andreas Dittmer                                          |      | Tschechien Martin Doktor                                                  |      |
| C-2 200 m  | Russland Konstantin Fomitschow Alexander Artemida                                |      | Polen Paweł Baraszkiewicz Daniel Jędraszko                           |      | Deutschland Thomas Zereske Christian Gille                                |      |
| C-2 500 m  | Polen Paweł Baraszkiewicz Daniel Jędraszko                                       |      | Ungarn Imre Pulai Ferenc Novák                                       |      | Russland Alexander Kowaljow Alexander Kostoglod                           |      |
| C-2 1000 m | Russland Alexander Kowaljow Alexander Kostoglod                                  |      | Kuba Ibrahim Rojas Leobaldo Pereira                                  |      | Deutschland Patrick Schulze Peter John                                    |      |
| C-4 200 m  | Russland Roman Krugljakow Konstantin Fomitschow Wladimir Ladoscha Andrei Kabanow |      | Tschechien Petr Procházka Patr Fuksa Jan Břečka Karel Kožíšek        |      | Rumänien Ionel Averian Mitică Pricop Gheorghe Andriev Florin Popescu      |      |
| C-4 500 m  | Russland Roman Krugljakow Konstantin Fomitschow Wladimir Ladoscha Andrei Kabanow |      | Rumänien Ionel Averian Mitică Pricop Gheorghe Andriev Florin Popescu |      | Frankreich Yannick Lavigne Jean-Gilles Grare Mathieu Goubel Sylvain Hoyer |      |
| C-4 1000 m | Russland Konstantin Fomitschow Alexei Wolkonski Andrei Kabanow Ignat Kowaljow    |      | Rumänien Ionel Averian Mitică Pricop Iosif Anisim Șamil Grigore      |      | Ungarn Csaba Horváth György Kozmann Aron Gajarszki Béla Belicza           |      |

#### Kajak
| Event      | Gold                                                             | Zeit | Silber                                                                     | Zeit | Bronze                                                                           | Zeit |
| ---------- | ---------------------------------------------------------------- | ---- | -------------------------------------------------------------------------- | ---- | -------------------------------------------------------------------------------- | ---- |
| K-1 200 m  | Israel Michael Kolganov                                          |      | Ukraine Oleksij Sliwinskyj                                                 |      | Deutschland Ronald Rauhe                                                         |      |
| K-1 500 m  | Ungarn Ákos Vereckei                                             |      | Bulgarien Petar Merkow                                                     |      | Polen Grzegorz Kotowicz                                                          |      |
| K-1 1000 m | Deutschland Lutz Liwowski                                        |      | Norwegen Knut Holmann                                                      |      | Dänemark Torsten Tranum                                                          |      |
| K-2 200 m  | Ungarn Vince Fehérvári Róbert Hegedűs                            |      | Russland Roman Sarubin Alexander Iwanik                                    |      | Polen Adam Wysocki Marek Twardowski                                              |      |
| K-2 500 m  | Polen Adam Wysocki Marek Twardowski                              |      | Ungarn Botond Storcz Gábor Horváth                                         |      | Australien Daniel Collins Andrew Trim                                            |      |
| K-2 1000 m | Slowakei Michal Riszdorfer Juraj Bača                            |      | Polen Adam Wysocki Marek Twardowski                                        |      | Deutschland Jan Schäfer Olaf Winter                                              |      |
| K-4 200 m  | Ungarn Gyula Kajner Vince Fehérvári István Beé Róbert Hegedűs    |      | Polen Piotr Markiewicz Marek Twardowski Adam Wysocki Paweł Łakomy          |      | Russland Anatoli Tischtschenko Andrei Schtschegolichin Oleg Gorobi Witali Gankin |      |
| K-4 500 m  | Deutschland Torsten Gutsche Björn Bach Stefan Ulm Mark Zabel     |      | Russland Andrei Tissin Andrei Schtschegolichin Witali Gankin Roman Sarubin |      | Ungarn Botond Storcz Zoltán Kammerer Ákos Vereckei Gábor Horváth                 |      |
| K-4 1000 m | Ungarn Botond Storcz Zoltán Kammerer Ákos Vereckei Gábor Horváth |      | Deutschland Torsten Gutsche Björn Bach Stefan Ulm Mark Zabel               |      | Rumänien Sorin Petcu Vasile Curuzan Marian Sîrbu Romică Șerban                   |      |

### Frauen

#### Kajak
| Event      | Gold                                                          | Zeit | Silber                                                                           | Zeit | Bronze                                                               | Zeit |
| ---------- | ------------------------------------------------------------- | ---- | -------------------------------------------------------------------------------- | ---- | -------------------------------------------------------------------- | ---- |
| K-1 200 m  | Kanada Caroline Brunet                                        |      | Italien Josefa Idem                                                              |      | Ungarn Rita Kőbán                                                    |      |
| K-1 500 m  | Kanada Caroline Brunet                                        |      | Italien Josefa Idem                                                              |      | Ungarn Rita Kőbán                                                    |      |
| K-1 1000 m | Kanada Caroline Brunet                                        |      | Italien Josefa Idem                                                              |      | Ungarn Katalin Kovács                                                |      |
| K-2 200 m  | Spanien Beatriz Manchón Izaskun Aramburu                      |      | Polen Beata Sokołowska Aneta Pastuszka                                           |      | Ungarn Éva Dónusz Éva Laky                                           |      |
| K-2 500 m  | Polen Beata Sokołowska Aneta Pastuszka                        |      | Kanada Caroline Brunet Karen Furneaux                                            |      | Ungarn Katalin Kovács Szilvia Szabó                                  |      |
| K-2 1000 m | Australien Annemarie Cox Katrin Borchert                      |      | Deutschland Manuela Mucke Katrin Wagner                                          |      | Ungarn Kinga Bóta Andrea Barócsi                                     |      |
| K-4 200 m  | Ungarn Rita Kőbán Erzsébet Viski Szilvia Szabó Katalin Kovács |      | Russland Natalja Guli Olga Tischtschenko Galina Porywajewa Tatjana Tischtschenko |      | Polen Beata Sokołowska Aneta Pastuszka Agata Piszcz Aneta Michalak   |      |
| K-4 500 m  | Ungarn Rita Kőbán Erzsébet Viski Szilvia Szabó Katalin Kovács |      | Deutschland Manuela Mucke Anett Schuck Marcela Bednar Birgit Fischer             |      | Polen Beata Sokołowska Aneta Pastuszka Joanna Skowroń Aneta Michalak |      |

## Medaillenspiegel
| Rang   | Nation      | Gold | Silber | Bronze | Gesamt |
| ------ | ----------- | ---- | ------ | ------ | ------ |
| 1      | Russland    | 8    | 3      | 2      | 13     |
| 2      | Ungarn      | 6    | 2      | 8      | 16     |
| 3      | Polen       | 3    | 4      | 4      | 11     |
| 4      | Kanada      | 3    | 1      | ―      | 4      |
| 5      | Deutschland | 2    | 4      | 5      | 11     |
| 6      | Slowakei    | 1    | ―      | 1      | 2      |
| 6      | Australien  | 1    | ―      | 1      | 2      |
| 8      | Israel      | 1    | ―      | ―      | 1      |
| 8      | Spanien     | 1    | ―      | ―      | 1      |
| 10     | Tschechien  | ―    | 3      | 1      | 4      |
| 11     | Italien     | ―    | 3      | ―      | 3      |
| 12     | Rumänien    | ―    | 2      | 2      | 4      |
| 13     | Kuba        | ―    | 1      | ―      | 1      |
| 13     | Ukraine     | ―    | 1      | ―      | 1      |
| 13     | Bulgarien   | ―    | 1      | ―      | 1      |
| 13     | Norwegen    | ―    | 1      | ―      | 1      |
| 17     | Frankreich  | ―    | ―      | 1      | 1      |
| 17     | Dänemark    | ―    | ―      | 1      | 1      |
| Gesamt | Gesamt      | 26   | 26     | 26     | 78     |